# Glitter
För andra betydelser, se Glitter (olika betydelser).

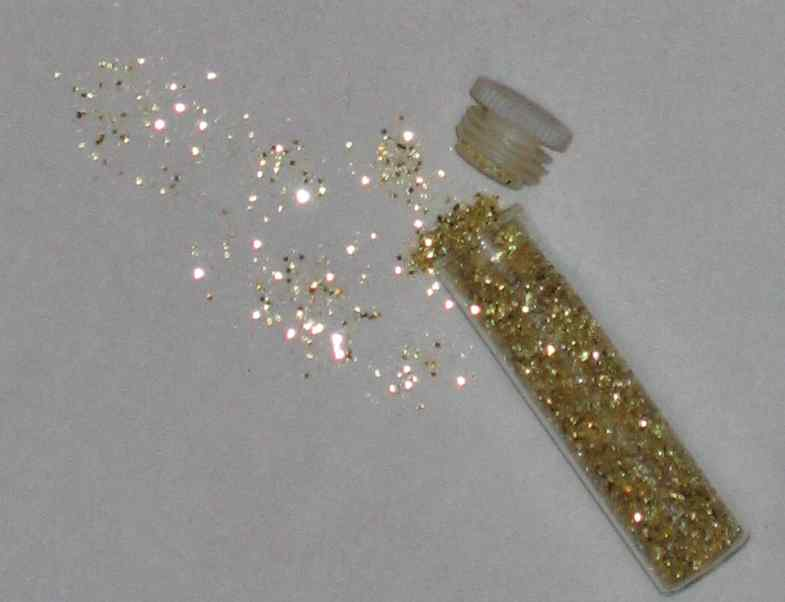
Glitter.

Glitter är en blandning bestående av små reflekterande partiklar som kan ha olika form och färg. Glitterpartiklarna reflekterar ljus från olika vinlar, vilket får glittret att glittra och glimra. Glitter liknar konfetti och paljetter men har mindre partiklar.
Från förhistorisk tid har man använt olika material, som malakit, glimmer och andra sten och mineraler, men även insekter och glas.

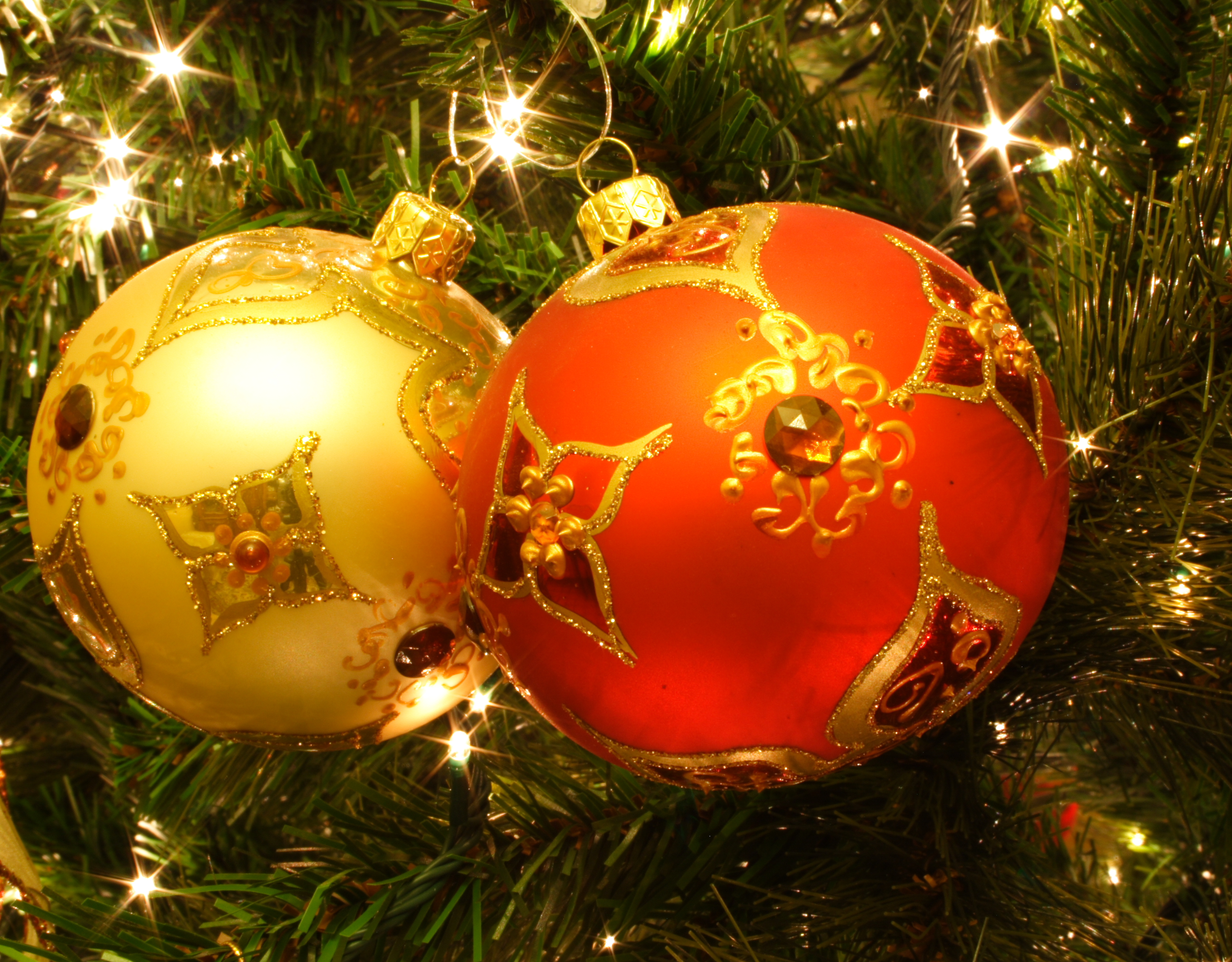
Julgranskula dekorerad med glitter.

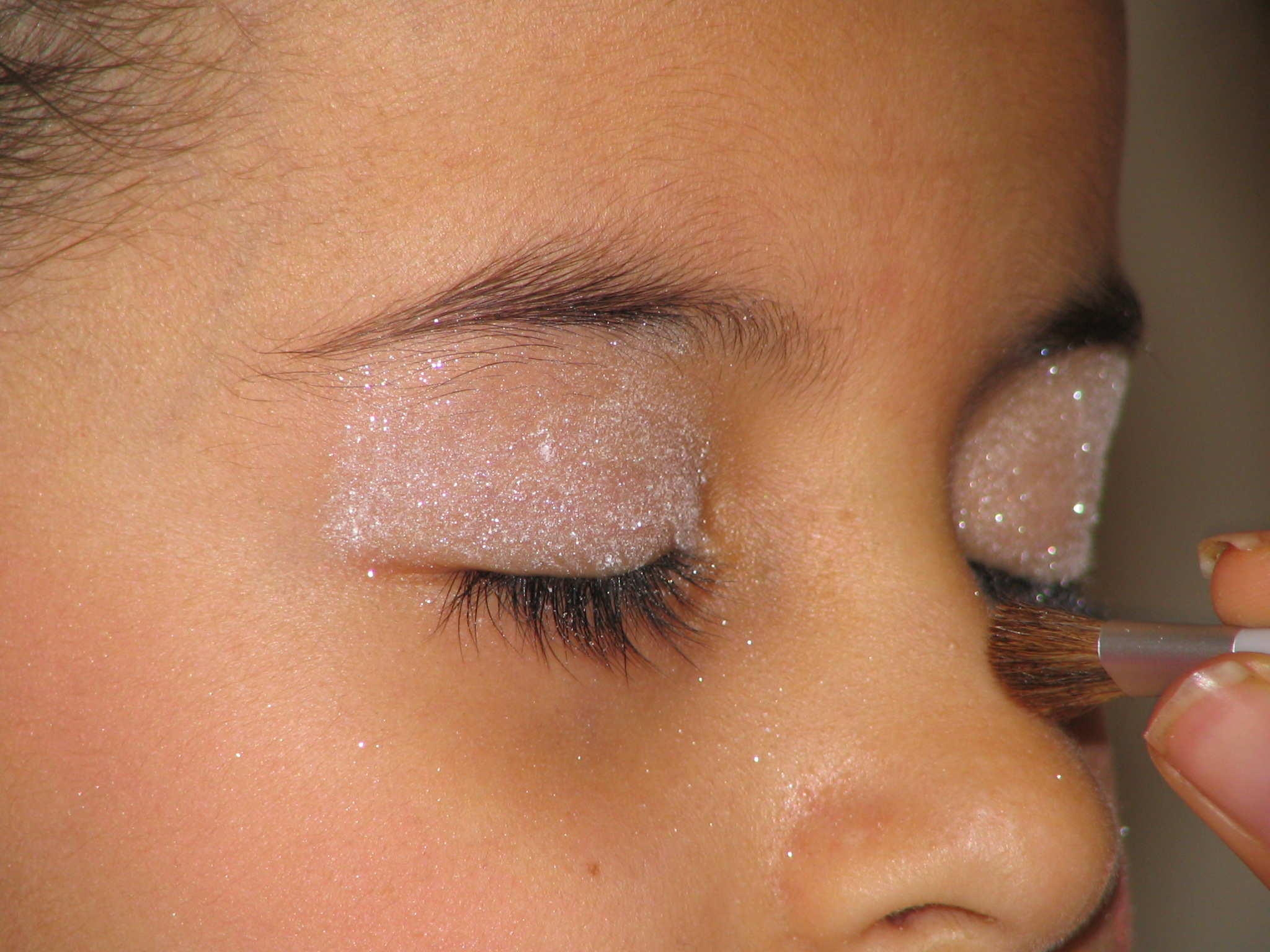
Sminkning med glitter.

Modernt glitter tillverkas ofta av plast, papper eller metall. Glitter används i visst  smink och hygienartiklar, som dekoration, till pyssel eller hobbyarbeten eller som dekoration på textilier och kläder.
Glittergirlang, även stavat glittergirland, förekommer som julpynt, bland annat i julgranar. Föregångaren började tillverkas under 1700-talet i tyska Fürth och Nürnberg. I Sverige gick det under benämningen änglahår när det blev vanligt runt år 1880.
Glitter i form av mikroplaster är skadligt för miljön och djurlivet. Det finns därför krav på att sådant glitter borde förbjudas. Det finns alternativt glitter på marknaden som är nedbrytbart i naturen.